# Успенский, Александр Николаевич
Алекса́ндр Никола́евич Успе́нский (?—1916) — русский военный лётчик, герой Первой мировой войны.
В военную службу вступил накануне Первой мировой войны, 1 апреля 1915 года произведён в прапорщики. Состоял в 1-м запасном батальоне Офицерской воздухоплавательной школы, затем был офицером-наблюдателем в 29-м корпусном авиаотряде.
15 марта 1916 года Успенский вылетел с военным лётчиком подпоручиком Козаковым на разведку. Во время полёта их аэроплан попал под сильный артиллерийский обстрел противника, а затем был атакован немецким истребителем. Во время боя подпоручик Козаков был убит разрывной пулей в висок и вылетел из аэроплана, другая пуля пробила топливный бак, отчего самолёт загорелся. Успенский погиб от удара горящего самолёта о землю. 30 марта 1916 года Успенский посмертно был произведён в подпоручики.
Высочайшим приказом от 12 января 1917 года он был награждён орденом св. Георгия 4-й степени
За то, что, будучи в чине прапорщика, 15-го марта 1916 г., вылетев на аппарате системы «Вуазен», управляемом подпоручиком Казаковым, в качестве наблюдателя, с целью фотографирования неприятельских позиций, под сильным артиллерийским огнём противника продолжал свои наблюдения и фотографирование, а затем встретившись с немецким «Альбатросом», смело атаковал его, но в неравном бою погиб вместе с аппаратом.
Похоронен Успенский вместе с Козаковым 18 марта 1916 года напротив здания Кривосельского отделения Межанского народного училища в районе станции Двинск.